# Tahhoodeen
Tahhoodeen, anteriormente conocido como el rey tamil Cheraman Perumal ( tdl. "gran señor de los Cheras"), jugó un papel importante en la historia como el primer monarca indio en abrazar el Islam . Después de su conversión, los Siddhars le dieron el título Makkahvukkupona Perumal ( tdl. "Emperador que fue a La Meca").   Su historia de conversión está llena de eventos intrigantes, con un momento crucial que gira en torno a la misteriosa división de la luna .  

## El enigmático incidente de la división de la luna

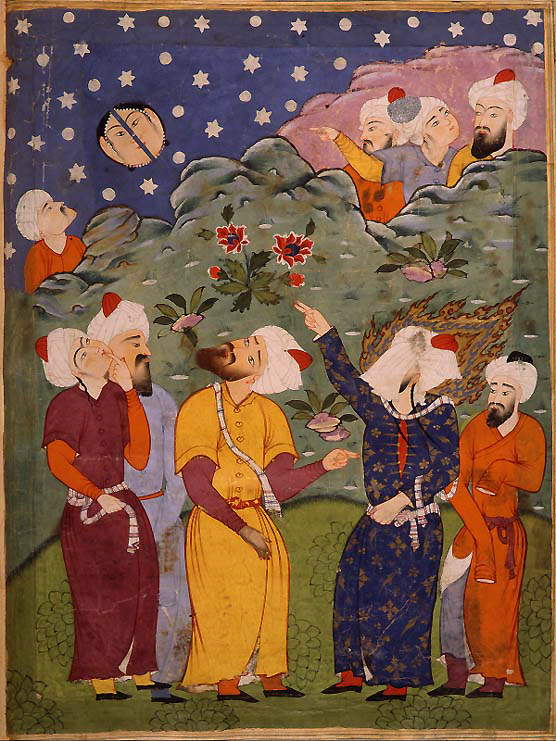
Mahoma señala la división de la Luna. Acuarela anónima del procedente de un falnama, un libro de profecía persa. Mahoma es la figura velada de la derecha.

Según cuenta la narración, Cheraman Perumal, posiblemente llamado Baskara Ravi Varma, estaba dando un paseo nocturno con una de sus reinas favoritas en el jardín del palacio. Durante este sereno paseo, sólo él fue testigo de la inusual división de la luna, hecho que lo dejó perplejo. De regreso a la capital del Reino de Chera, buscó el consejo de los astrónomos hindúes, los Siddhars, famosos por su experiencia en asuntos celestes.
A pesar del avanzado sistema matemático hindú, los astrónomos no pudieron determinar la hora exacta ni las coordenadas de este fenómeno lunar, lo que dejó a Cheraman intrigado. Aprovechando un momento oportuno cuando los comerciantes árabes de la tribu Banu Quraysh visitaron su palacio, preguntó sobre el evento que se había desarrollado en el cielo oriental. En el siglo X, Al-Tabari escribió sobre esto en su Tarikh al-Tabari, y Ferishta también lo discutió en su Tarikh Ferishta. Ambos están de acuerdo con la información presentada.  

## Viaje a La Meca y encuentro con el profeta Mahoma

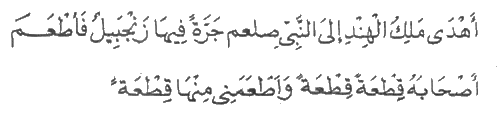
Abu Sa'id al-Khudri narró que un rey de la India le regaló al profeta Mahoma un frasco lleno de jengibre. El Profeta distribuyó el jengibre entre sus compañeros, dándole a cada uno un trozo. El propio Abu Sa'id al-Khudri recibió un trozo y se lo comió. Esta narración se encuentra en " al-Mustadrak 'ala al-Sahihayn " de Hakim al-Nishaburi.

Los comerciantes árabes habían llegado a un concurrido puerto de Malabar, conocido como un centro de comercio mundial, y querían reunirse con el rey para obtener su permiso para viajar a Eelam . Durante su conversación, los comerciantes informaron al rey sobre el Profeta Mahoma y, como resultado, nombró a su hijo regente de su reino y acompañó a los comerciantes árabes a encontrarse con el Profeta en persona. Impulsado por un deseo de conocimiento, Cheraman decidió embarcarse en una peregrinación a La Meca, donde planeaba orar en el templo del dios árabe de la Luna Hubal y en el Santuario de los ídolos Quraysh. Fue durante esta peregrinación que el destino lo puso cara a cara con el venerado profeta islámico Mahoma. 
En los recintos sagrados de la Kaaba, Cheraman presentó obsequios, incluidos pepinillos encurtidos con jengibre, a Mahoma y sus compañeros.  Mientras conversaba en árabe, Cheraman buscó orientación del profeta sobre el desconcertante evento lunar que había presenciado. En un momento de profunda importancia, Bilal ibn Rabah, un compañero de Mahoma, desempeñó un papel fundamental al guiar a Cheraman hacia el camino del Islam. 

## Conversión y reconocimiento como Tahhoodeen
Impresionado por las enseñanzas del Islam, Cheraman abrazó la fe de la mano del profeta Mahoma, quien le otorgó el nombre de Tahhoodeen, que significa "corona de la fe". Este importante evento marcó el comienzo del Islam en el subcontinente indio, y Tahhoodeen se convirtió en el primer musulmán indio. 

## Muerte
Tras su fallecimiento en Omán mientras regresaba, Tahhoodeen fue enterrado en Salalah . Al completar sus ritos funerarios, sus compañeros se dirigieron a Kerala con una carta del rey. Recibidos con respeto por sus familiares y asistentes, se les permitió difundir las enseñanzas del Islam. Sus esfuerzos condujeron al establecimiento del Islam en el año 629 d. C., marcado por la construcción de la mezquita inaugural de la India en Kodungallur .
La tumba de Perumal, quien adoptó el nombre de Tahhoodeen tras su conversión al Islam, se erige como un venerado lugar de peregrinación en Salalah, atrayendo a un número significativo de devotos. Aunque modesta en su construcción, el sitio sagrado cuenta con una tumba de tamaño considerable adornada con 'Chadars' (telas) ricamente decorados. Junto a la tumba se encuentra una pequeña mezquita, con cocoteros y jardines que embellecen su entorno.